# 黃大鈞
黃大鈞（英語：Alan Wong Dai Kwan，1975年11月6日—），香港媒體人、前新聞主播、新聞從業員，原於無綫新聞擔任高級記者兼主播。現為一名酒評人，持有英國WSET品酒資格。

## 背景

### 早年生活
黃大鈞早年在香港島灣仔區跑馬地墳場近肇輝臺一帶的私人樓宇成長，與伯父及祖父母同住，有一名胞姊。祖父是一名茶葉商人，父親則在澳門信德船務公司任職遠東水翼船服務部員工。黃大鈞曾就讀玫瑰崗學校（幼稚園及小學部；1985年小六），後入讀香港鄧鏡波書院。小學階段的讀書成績一般，中學階段參與過校內的網球與足球活動。身為理科生的他在香港中學會考中考獲A級（物理科）及B級等第。在校內則分別考獲中五年級物理科及電腦科全級第一名的成績。1990年中五畢業後，其父母原計劃移民澳洲，於是安排他到新南威爾斯州的寄宿學校Aurora College升學。
留澳5年間，他完成了高中課程即入讀悉尼大學。初時計劃選讀精算學系，卻因家人反對而報讀半年法律系，又因力有不逮，所以最終轉讀財務及會計學系，直至畢業為止。正式移民加拿大前，他一度重返香港，透過「青蘋果計劃」加入壹傳媒集團，任職蘋果日報財經記者約半年，再在看到國泰航空的招聘廣告情況下投考國泰航空機師職位，並花了一年時間在澳洲阿得雷德飛行訓練中心（Adelaide Flight Training Center）受訓，考得澳洲機師執照。雖然如此，他礙於受訓時未能純熟地操控飛機，因此未獲聘用。1996年隨家人正式移民加拿大。

### 回港發展
黃大鈞擁有加拿大國籍，前後留在加拿大溫哥華生活約五年，初年從事會計文員工作，未幾入職新時代電視（溫哥華）電台部，繼而新時代電視新聞部擔任記者兼主播，為時兩年半。其後基於覺得工作性質不斷重複，沒有新鮮感。加上當時的女朋友，即現在的妻子想回港發展，遂於2005年回港。同年年尾年適逢職位出缺，透過同事協助聯絡袁志偉，獲對方親自面試後轉職無綫新聞，負責過世界貿易組織第六次部長級會議之採訪工作。2006年初開始兼任無綫電視翡翠台午間及晚間新聞主播，另外專責採訪香港交通、香港法庭及香港治安新聞。
黃大鈞於2008年3月初結婚，婚後一個月返回工作崗位。2012年7月，他因神經線受感染導致面癱而需接受治療，加上想應邀撰寫有關酒的專欄，因而離開無綫新聞部，改為與友人合資開設公關公司。現轉職香港葡萄酒商會，擔任餐飲文化委員會主席。黃大鈞曾於2013年接受無綫電視訪談節目《今日VIP》訪問。在2017年香港行政長官選舉中，他支持胡國興參選。而現時他除了是一名酒評人，也是一名公關和寵物網站「毛城城」的總編緝。此外還會與不同機構合作開班教授或分享當小記者的心得。其對品酒的興趣受到父親長輩的薰陶而產生，他的姑丈每次回港時都會攜同從外地購入的波爾多紅酒回來讓家人品嚐。為了改變品酒態度，他選擇報讀英國WSET品酒課程。此外，他之所以協助營運寵物網站，源於他的一位公關客人想他幫忙籌辦寵物節和經營一個網站。

## 其他資料
坊間有傳黃大鈞曾入職香港電台新聞部，其本人已於香港電台第一台廣播節目《守下留情》在2021年5月26日播出的訪問中澄清這與事實不符，指出可能有人將他與長相相似的新聞工作者混為一談，因此誤傳他在香港電台新聞部任職的說法。

## 電視劇
- 2022年：《反起跑線聯盟》 飾演 Brian Tang（客串第1集）
- 2025年：《弊傢伙！我要去祓魔》 飾演 和久

## 電影
- 2018年：《對倒》 飾演 何博士（客串）

## 節目主持
- 2013年至？：品味金融圈‧ 非酒不可（數碼3台）
- 2019年：小學校際通識大賽2019（香港電台）
- 2020年：港食力（香港電台）

## 外部連結
- 黃大鈞的新浪微博
- 黃大鈞的Instagram帳戶
- 黃大鈞的Facebook專頁